# Chiesa di Santa Margherita (Certaldo)
La chiesa di Santa Margherita si trova a Sciano, frazione del comune di Certaldo, in provincia di Firenze, diocesi della medesima città.
Fa parte del piviere della pieve di San Giovanni Battista in Jerusalem a San Donnino.
La chiesa è una semplice aula rettangolare frutto di rimaneggiamenti succedutisi nel corso dei secoli: della fase romanica si conserva solamente la facciata a capanna a conci di pietra arenaria, disposti a corsi paralleli.

## Storia
Posta nel territorio del piviere di San Giovanni Battista in Jerusalem, viene citata per la prima volta in un documento del gennaio 998 (donazione del Conte Ugo II di Toscana); sul finire del XII secolo la chiesa fece parte del distretto di Semifonte, la vicina città che fu distrutta dai Fiorentini nel 1202.
Cinello Capaccioni rettore della chiesa il 19 agosto 1260 promise per l'approvvigionamento dell'esercito fiorentino solamente tre staia di grano, sintomo che la parrocchia era piuttosto povera. La situazione non migliorò nemmeno nei secoli seguenti, tanto che il popolo di Sciano portò all'estimo del 1401 una cifra modesta.
Nel XVI secolo furono effettuati dei lavori di restauro, ma nel 1737 le mura, il tetto e la canonica risultavano ancora bisognosi di un urgente intervento conservativo.
Nel 1802 le fu unita la parrocchia di Santa Maria a Lanciamberti.
Nel 1986 la parrocchia è stata annessa a quella di Certaldo.

## Galleria d'immagini

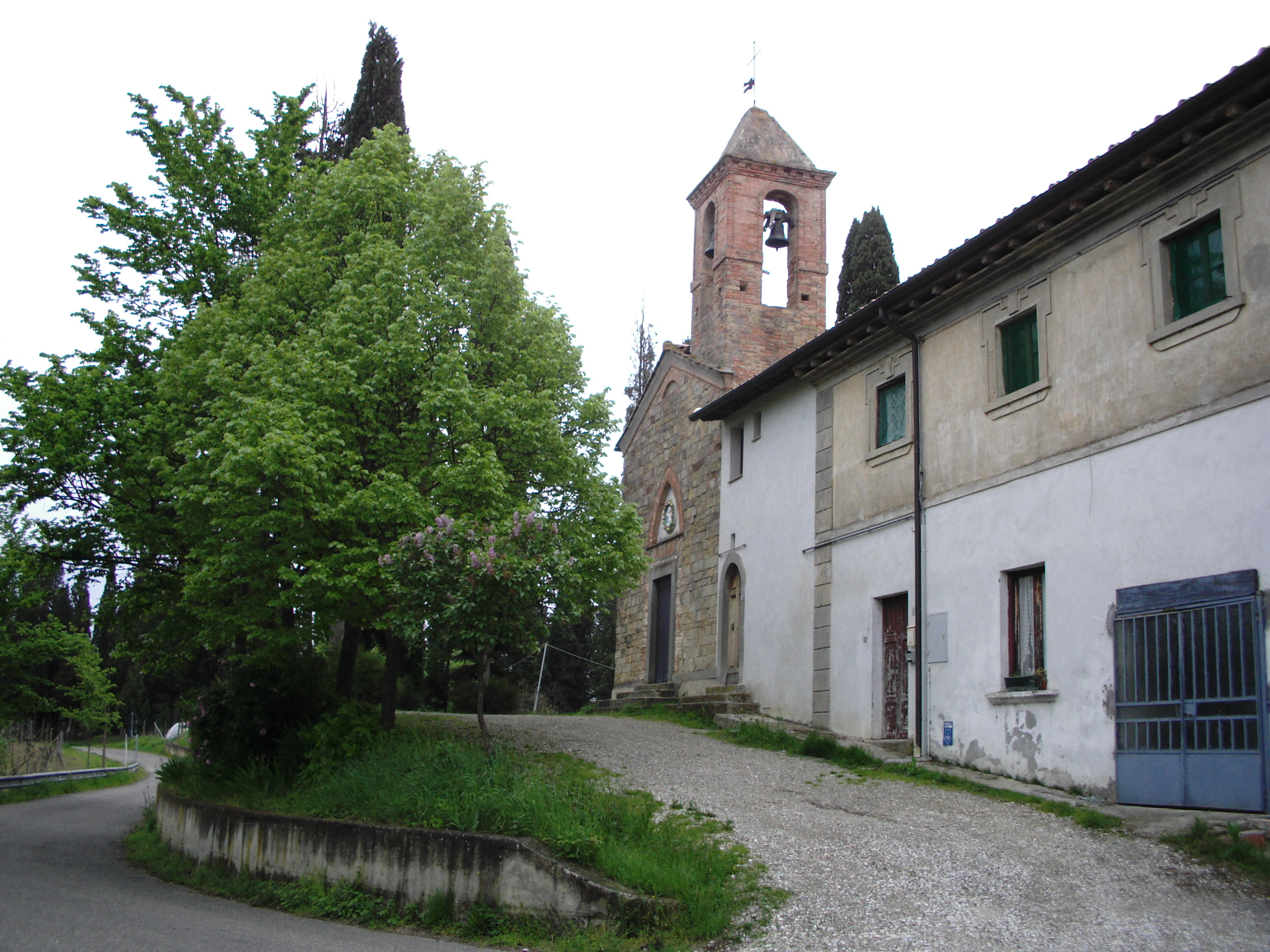
Veduta dell'abitato di Sciano con la chiesa
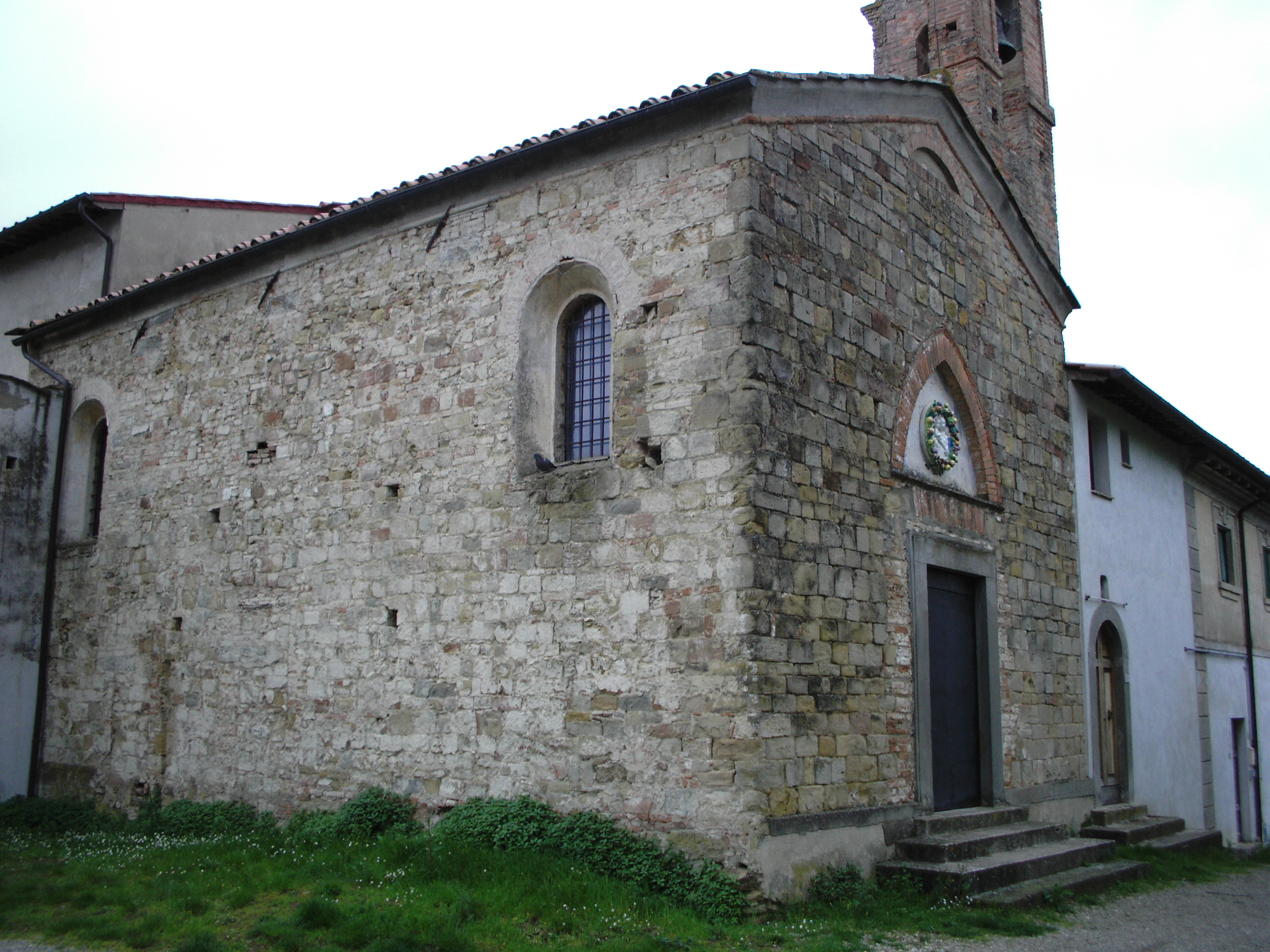
Veduta dell'esterno della chiesa
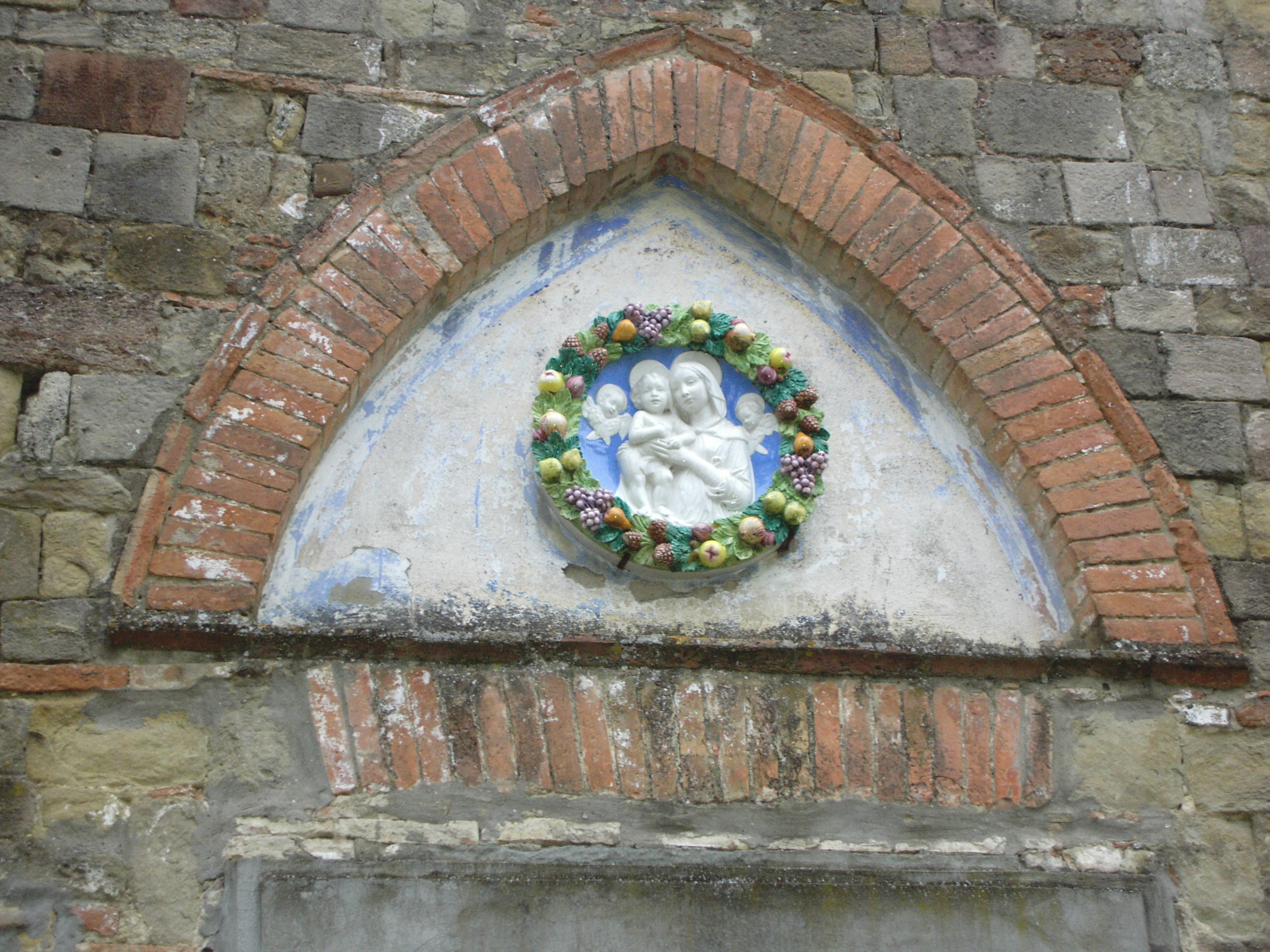
Particolare della lunetta del portale